# Eggman Nega
Eggman Nega is een fictieve schurk uit de Sonic the Hedgehog-franchise, gebaseerd op Dr. Eggman. Zijn uiterlijk is vrijwel gelijk aan dat van Dr. Eggman, maar hij draagt andere kleuren kleding en heeft een grijze snor. In elk spel waarin hij meedoet is hij de primaire antagonist. Hij is de laatste eindbaas in Sonic Rush, Sonic Rivals, en Sonic Rush Adventure.
Eggman Nega is meer berekenend en een stuk wreder dan Dr. Eggman. Zijn relatie met Dr. Eggman is niet precies bekend. Zo werd in Sonic Rush vermeld dat Eggman Nega de Dr. Eggman uit een alternatief universum is, terwijl in Sonic Rivals werd vermeld dat hij een nakomeling is van de hedendaagse Dr. Eggman. In de Sonic Rush-serie zijn Eggman Nega en Dr. Eggman bondgenoten, maar in de Sonic Rivals-serie zijn ze bittere rivalen. Hij is ook een baas in Mario & Sonic op de Olympische Winterspelen. Eggman Nega's normale vijanden zijn Sonic, Silver en Blaze. Maar in Sonic Rivals, Sonic Rivals 2 en Mario & Sonic op de Olympische Winterspelen is Dr. Eggman ook zijn vijand.

## Spellen met Eggman Nega
- Sonic Rush (Nintendo DS)
- Sonic Rush Adventure (Nintendo DS)
- Sonic Rivals (PSP)
- Sonic Rivals 2 (PSP)
- Mario & Sonic op de Olympische Winterspelen (Nintendo DS)
- Mario & Sonic op de Olympische Winterspelen (Nintendo Wii)